# Sei Silau Timur
Sei Silau Timur is een bestuurslaag in het regentschap Asahan van de provincie Noord-Sumatra, Indonesië. Sei Silau Timur telt 4955 inwoners (volkstelling 2010).